# Jan Gorczyczewski
Jan Onufry Gorczyczewski (ur. 9 czerwca 1751 w Lidzbarku, zm. 9 października 1823 w Poznaniu) – polski poeta i tłumacz, pedagog.

## Życiorys
Był synem Krzysztofa (wiceprezydenta i rajcy miejskiego) i Marianny z Radomińskich. W latach 1760–1767 studiował w kolegium jezuitów w Grudziądzu, a po ich ukończeniu wstąpił (10 września 1767) do nowicjatu w Krakowie. W latach 1770–1773 studiował filozofię (w formie 3-letniego kursu nauk filozoficznych) w kolegium jezuitów w Kaliszu, po ukończeniu którego uczył poezji w kolegium wschowskim (tam też zastała go kasata zakonu jezuitów). W roku 1775 otrzymał w Poznaniu święcenia kapłańskie. Wkrótce potem Komisja Edukacji Narodowej powołała go do nauczania w szkołach Kalisza, m.in. historii powszechnej, prawa i nauki moralnej. Doktoryzował się w 1783. W tym samym roku z ramienia Komisji Edukacji Narodowej objął profesurę w Szkole Wojewódzkiej w Kaliszu, zostając jednocześnie prefektem szkół kaliskich. W roku 1785 został ich prorektorem, a w roku 1803 rektorem. Od 1805 był członkiem Towarzystwa Przyjaciół Nauk w Warszawie. W roku 1807 stał się członkiem kaliskiej Izby Administracyjnej, a w latach 1807–1809 był sędzią tamtejszego Sądu Apelacyjnego. We wrześniu 1812 powołany został do dozoru szkół w Poznaniu, w okresie od czerwca roku 1809 do lipca 1812 był rektorem tamtejszego gimnazjum walcząc o jego polski charakter, został jednak zwolniony ze stanowiska. W 1814 objął stanowisko cenzora czasopism i książek publikowanych w departamencie poznańskim.

## Twórczość
Przetłumaczył m.in. Satyry Boala Despro... Boileau (1805).

### Ważniejsze utwory
1. Wiersz na powrót z funkcji marszałkowskiej trybunału koronnego J. W. Imci P. K. Nałęcz Kęszyckiego, kasztelana kaliskiego, starosty mosińskiego, rusowskiego etc., orderów polskich kawalera, brak miejsca wydania (1781)
2. "Gotowalnia sentymentalna", Nowy Pamiętnik Warszawski, t. 14 (1804), s. 241-248; wyd. następne: zobacz Przekłady poz. 1; Twórczość poz. 3; przedr. P. Hertz w: Zbiór poetów polskich XIX w., księga 1, Warszawa 1959
3. Poezje przekładane i własne, t. 1-2, Warszawa 1818; zawartość – t. 1: Krótka wiadomość o życiu, charakterze i pismach Mikołaja Boalo Despro; Przekłady poz. 1; Twórczość poz. 2 – t. 2: Przekłady poz. 2-4; Odpis... Chrzanowskiemu; Z okoliczności śmierci ks. Karpińskiego; Anakreontyk ks. Kazimierza Choszkiewicza do ks. J. Gorczyczewskiego; Odpis... na anakreontyk; List do Chrzanowskiego przy odebraniu od niego pochwały satyr (przedr. P. Hertz w: Zbiór poetów polskich XIX w., księga 1, Warszawa 1959)
4. Na jubileusz księstwa 50-letniego (wiersz), brak miejsca i roku wydania (pocz. XIX wieku).

Drobne swe utwory ogłaszał w czasopismach: Mrówka Poznańska (1822), Nowy Pamiętnik Warszawski (1801-1805), Pamiętnik Warszawski (1817), Tygodnik Wileński (tu prawdopodobnie w roku 1804, nr 9).

### Przekłady
1. Nicolas Boileau Despréaux: Satyry Boala Despro, z przystosowaniem ich do polskich rzeczy, cz. 1-2, Warszawa 1805, (z przedmową: Tłumacz do czytelnika; na końcu tomiku: zobacz Twórczość poz. 2); wyd. następne: Twórczość poz. 3, t. 1, (satyra II dedykowana I. Krasickiemu)
2. Nicolas Boileau Despréaux: Listy M. Boalo, wyd. zobacz: Twórczość poz. 3, t. 2
3. A. Pope: List... do Arbuthnota o natrętnych rymakach i paszkwilantach, wyd. zobacz: Twórczość poz. 3, t. 2; fragmenty przedr. Zdzisław Skwarczyński: W szkole sentymentalizmu, "Tygodnik Wileński" z 1804 r., Łódź 1958, Łódzkie Towarzystwo Naukowe Wydział I, nr 34, s. 49
4. J. Delille: Listy (O zbytku; O pielgrzymce, czyli widzeniu obcych krajów); Dytyramb o nieśmiertelności duszy, wyd. zobacz: Twórczość poz. 3, t. 2
5. G. L. Buffon: "O starości i śmierci", Mrówka Poznańska 1822
6. B. Fontenelle: "O szczęścu", Mrówka Poznańska 1822
7. P. M. Vergilius: Skotopaski, Wrocław 1822 (tekst polski i łaciński).

Rękopisy Gorczyczewskiego, m.in. utwory niedrukowane, znajdowały się w: Archiwum Kapitulnym w Gnieźnie; Państwowym Archiwum w Poznaniu (akta szkoły kaliskiej, Prefektury Poznańskiej, Izby Edukacyjnej); Archiwum Kapitulnym w Poznaniu; Archiwum Prowincji Małopolskiej S. J. w Krakowie i Archiwum Oświecenia Publicznego w Warszawie.